# アンデルストープ・サーキット
アンデルストープ・サーキット（Anderstorp circuit, Scandinavian Raceway, スカンジナビアン・レースウェイとも称される） は、スウェーデン南部の町アンデルストープ近くの森の中、沼地に1968年に造られたサーキット。「アンダーストープ」と表記される場合もある。
一部が飛行場の滑走路との兼用になっている。また、ホームストレート横にピットが無いサーキットでもある。ピットは4コーナーの先に入口があり、5コーナー後のストレートに沿う部分にピット作業をする場所があり、6コーナーに出口がある。
1973年から1978年までF1のスウェーデンGPが開催された。また、1971年から1990年までロードレース世界選手権 (WGP) のスウェーデングランプリが開催された（1978年・1979年を除く）。